# Prêmio Yamato
O Prêmio Yamato é um prêmio da dublagem brasileira criado em 2003. Foi promovido pela Anime Friends e entregue todos os anos para os profissionais da categoria artística que se destacaram no ano anterior. Foi realizado pela última vez em 2011.

## História
O prêmio Yamato foi criado pelo cantor Ricardo Cruz e pelo publicitário Takashi Tikasawa na convenção Anime Friends' 2003, da empresa Yamato Comunicações e Eventos, para homenagear os melhores dubladores do ano anterior.
A premiação foi desenvolvida baseada em uma ideia trabalhada por Cristiane Sato no evento Mangacon, que consistia em premiar anualmente um profissional de dublagem que se destacava no ano anterior.
Para a concepção do primeiro desse prêmio da Dublagem, realizado em 5 de julho de 2003, Ricardo Cruz e Takashi Tikasawa contaram com a colaboração do diretor de dublagem José Parisi Jr. e do jornalista Marcelo del Greco; que, com base em premiações de impacto mundial, sugeriram as categorias e os rumos da premiação em sua primeira edição.
Em 2004 o prêmio foi assumido por David Denis Lobão e Odair Stefoni que acrescentaram novas categorias, sugeridas pelo diretor de dublagem Jorge Barcellos (Sigma) e deram uma nova cara a premiação com mascote próprio, novo logotipo e a oficialização do nome "Prêmio Yamato".
O primeiro Prêmio Yamato, em 2003, contou com sete categorias e era restrito somente a animações japonesas exibidas no ano anterior no Brasil. Eram elas:
- Direção;
- Atriz;
- Atriz Coadjuvante;
- Atriz Revelação;
- Ator;
- Ator Coadjuvante;
- Ator Revelação.

O prêmio passou, em 2004, a contar com onze categorias, sendo elas:
- Melhor Atriz;
- Melhor Ator;
- Melhor Atriz Coadjuvante;
- Melhor Ator Coadjuvante;
- Melhor Trilha Sonora Adaptada;
- Melhor Tradução;
- Melhor Técnico de Som;
- Melhor Mixagem;
- Melhor Locução ou Narração;
- Melhor Direção;
- Melhor Dublagem do Ano.

Outra novidade de 2004 é que desta vez não concorrem apenas animações de origem nipônica, mas qualquer desenho animado. A partir de 2005, no entanto, qualquer produção dublada no ano anterior, seja de uma novela, filme, série, documentário ou animação poderia concorrer ao prêmio. Regra que se mantém até hoje.
Em 2006, a premiação voltou a ter a categoria Revelação, mas desta vez não mais separado em atriz e ator, todos concorriam juntos. Totalizando assim doze categorias oficiais.

### Prêmios Especiais
Outra característica forte do Prêmio, são as homenagens. O Prêmio Yamato faz algumas sem datas ou ocasiões fixas, como lembrar os dubladores falecidos, mas possui três premiações fixas, entregues pelo júri uma vez ao ano.  São elas:
- Troféu Anime Dreams – Este prêmio honorário é entregue durante o mês de janeiro para um dublador que se destacou pelo conjunto de sua obra e importância para a dublagem brasileira. Deixou de ser entregue em 2008.
- Troféu Anime Friends - Para uma dublagem que marcou época pelo conjunto da obra. Deixou de ser entregue em 2007.
- Troféu Noeli Santisteban – O nome do troféu é uma homenagem para uma das dubladoras de animes mais talentosas e conhecidas do Brasil. Este prêmio é dado para profissionais que incentivam e promovem a dublagem no país. Deixou de ser entregue em 2009.
- Troféu OhaYO! – Prêmio dado desde 2006 para revistas, sites, comunidades no Orkut, fóruns ou qualquer veículo de divulgação da dublagem no Brasil. Deixou de ser entregue em 2009.